# Municipio de Greenbush (Minnesota)
El municipio de Greenbush (en inglés: Greenbush Township) es un municipio ubicado en el condado de Mille Lacs en el estado estadounidense de Minnesota. En el año 2010 tenía una población de 1293 habitantes y una densidad poblacional de 13,41 personas por km².

## Geografía
El municipio de Greenbush se encuentra ubicado en las coordenadas 45°35′42″N 93°42′22″O / 45.59500, -93.70611. Según la Oficina del Censo de los Estados Unidos, el municipio tiene una superficie total de 96.4 km², de la cual 95,97 km² corresponden a tierra firme y (0,45 %) 0,43 km² es agua.

## Demografía
Según el censo de 2010, había 1293 personas residiendo en el municipio de Greenbush. La densidad de población era de 13,41 hab./km². De los 1293 habitantes, el municipio de Greenbush estaba compuesto por el 96,06 % blancos, el 0,7 % eran afroamericanos, el 0,62 % eran amerindios, el 0,54 % eran asiáticos, el 0,54 % eran de otras razas y el 1,55 % eran de una mezcla de razas. Del total de la población el 2,01 % eran hispanos o latinos de cualquier raza.